# Zambrano (ort i Honduras)
Zambrano är en ort i Honduras.   Den ligger i departementet Departamento de Francisco Morazán, i den sydvästra delen av landet, 29 km nordväst om huvudstaden Tegucigalpa. Zambrano ligger 1 358 meter över havet och antalet invånare är 3 873.
Terrängen runt Zambrano är kuperad. Runt Zambrano är det ganska tätbefolkat, med 52 invånare per kvadratkilometer. Zambrano är det största samhället i trakten.  